# N2-Methylguanin
N2-Methylguanin ist eine heterocyclische organische Verbindung mit einem Puringrundgerüst. Es ist ein Derivat der Nukleinbase Guanin, welches an der Aminogruppe methyliert ist. Es kommt als Bestandteil des Nukleosids N2-Methylguanosin (m2G) in der RNA vor.
Die dimethylierte Variante ist das N2,N2-Dimethylguanin.
Die Verbindung wurde als normaler Bestandteil des menschlichen Urins nachgewiesen.